# Тосантос
Тосантос (ісп. Tosantos) — муніципалітет в Іспанії, у складі автономної спільноти Кастилія-і-Леон, у провінції Бургос. Населення — 49 осіб (2010).
Муніципалітет розташований на відстані близько 230 км на північ від Мадрида, 37 км на схід від Бургоса.

## Демографія
Динаміка населення (INE ):